# Gruppo Tentamus
Il Gruppo Tentamus è un Gruppo internazionale privato con sede a Berlino e a Monaco, in Germania. La società opera nel settore TIC (test, ispezione, certificazione), fornendo pertanto servizi di analisi e servizi di supporto per l’industria alimentare umana ed animale, farmaceutica, agricola ed ambientale, cosmetica, nutraceutica e di attrezzatura medica.
Il Gruppo Tentamus fornisce servizi di analisi in oltre 65 laboratori ubicati in 18 paesi, con una particolare presenza in Europa, Gran Bretagna, Israele, Cina, Giappone, India e Stai Uniti. Il Gruppo Tentamus vanta un portafoglio, in continua crescita, di metodi analitici accreditati secondo principi internazionali e locali, inclusi ISO e GMP. La caratterizzazione, autenticazione e verifica della sicurezza dei prodotti in tutti settori serviti, sono garantite da un’ampia gamma di metodi analitici, tra cui, ma non solo:
- Analisi strumentale
- Chimica fisica
- Microbiologia
- Biologia molecolare
- Analisi sensoriale
- Meccanica e simulazioni
- Revisioni/Ispezioni/certificazioni e attività di consulenza [2]

Il Gruppo Tentamus è parte della filiera alimentare e, con l’intento di garantire la sicurezza alimentare, offre una gamma completa di analisi che spaziano dal contenuto degli alimenti e patogeni alle diossine e alle etichette nutrizionali.

## Storia
La prima società ad entrare nel Gruppo Tentamus è stata Bilacon Gmbh nel 2011. Dopo un periodo di analisi limitate ad alimenti ed ambiente, il Gruppo Tentamus è entrato nel farmaceutico con l’acquisizione di Quality Services International GmbH. Segue l’evoluzione analitica negli anni:
- Alimenti e mangimi (2011)
- Farmaceutico (2012)
- Cosmetico (2014)
- Nutritivi ed integratori (2015)
- Dispositivi medici (2017)
- Studi agroalimentari (2017) [3]

I servizi del Gruppo Tentamus sono rimasti confinati in Germania fino al 2014, quando si sono verificate le prime acquisizioni in Spagna e Stati Uniti. Il primo passo in Asia si verificò nel 2015 quando Tentamus Shanghai fu fondata in Cina. A Dicembre 2019 il Gruppo Tentamus detiene oltre 65 laboratori.

## Operazioni recenti

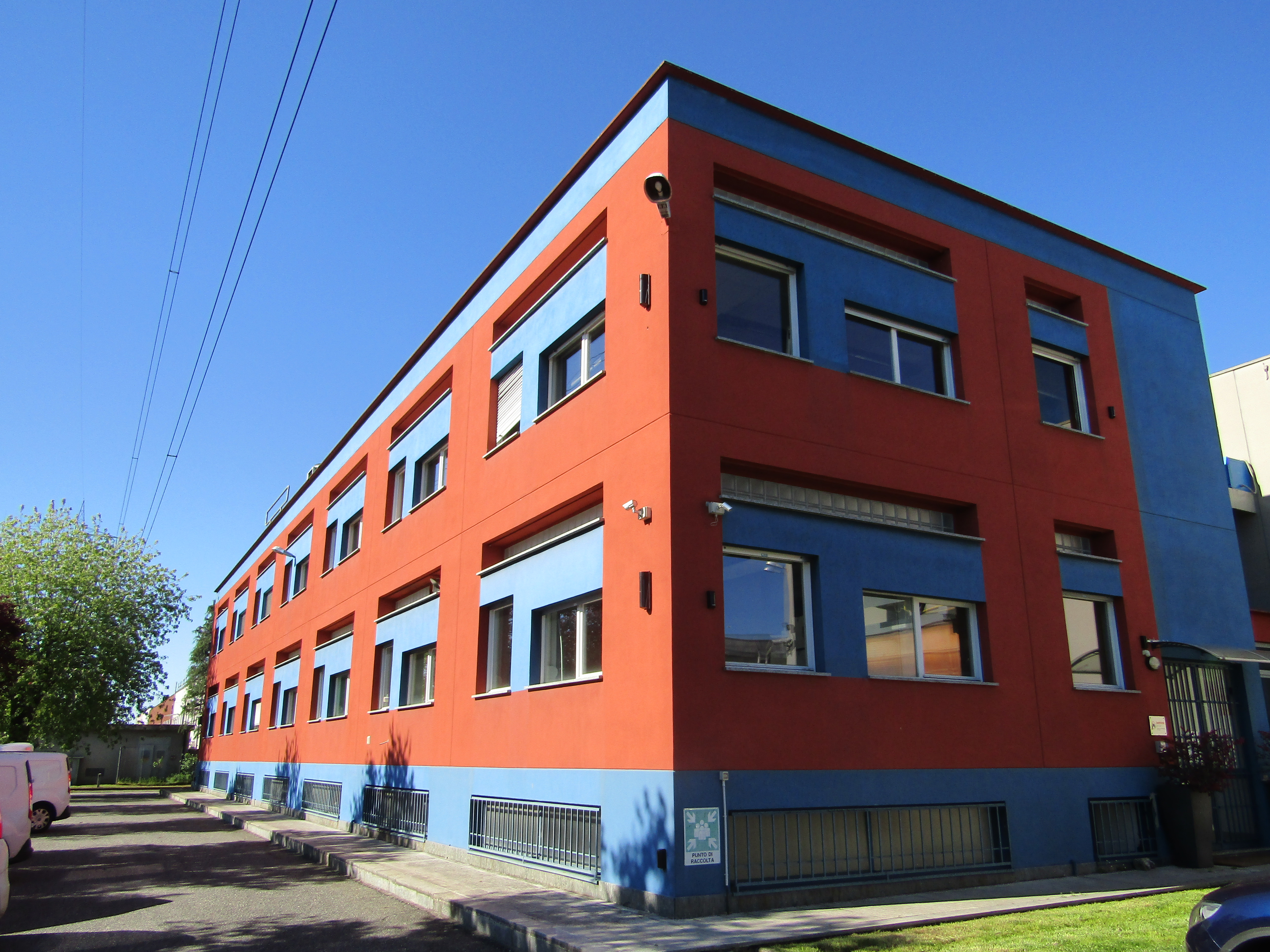
Laboratorio Tentamus Laemmegroup a Moncalieri, Italia.

Gli Amministratori del Gruppo Tentamus sono Jochen Zoller e Abgar Barseyten, che Forbes nel 2017 ha citato come un fondatore innovativo da ammirare e da cui prendere esempio .
Nel 2020, Tentamus conta a livello mondiale 2.500 dipendenti a tempo pieno, con un volume di oltre 1.500.000 campioni all’anno in 65 laboratori nel mondo. Ogni anno vengono anche effettuate 15.000 ispezioni sul campo.
Centro Tentamus contro la Frode Alimentare (TCF²): Il Tentamus Centre for Food Fraud è stato aperto a Brema nel 2017. Questa attività ha lo scopo di intercettare alterazioni o diluizioni negli alimenti che in genere riducono il costo di produzione. Queste analisi sono effettuate utilizzando dozzine di metodi diversi. Una di queste tecniche è il sequenziamento di nuova generazione (NGS), un metodo qualitativo che intercetta casi di alterazione di prodotti vegetali ed animali. .
TentaStart: TentaStart cerca di aiutare le società appena costituite a trasformare le proprie idee in prodotti reali e vendibili. Prima che un prodotto sia immesso sul mercato, TentaStart comunica ai produttori tutti i requisiti legali necessari e le modalità di etichettatura.
Sviluppo HACCP: nel 2019, Tentamus ha sviluppato una nuova linea guida che descrive i principi per una buona prassi igienica. Questa linea guida include un modello di procedure HACCP, nonché diversi servizi, tra cui piani igienici, checklists, e modelli di documentazione. Questa iniziativa è la risposta a vari richiami effettuati negli Stati Uniti, tra il 2013 ed il 2015, di 16 diversi marchi di gelato, che risultavano contaminati da patogeni. Il Gruppo Tentamus ha offerto il proprio aiuto al settore elaborando una linea guida igienica aggiornata, destinata ai produttori di gelati e contenente le misure per mantenere alto il livello dei prodotti e ridurre il numero di richiami.

## Comparsa in Netflix's Rotten
Il laboratorio Tentamus QSI di Brema è comparso in Rotten: Stagione 1, Episodio 1 (Avvocati, Armi e miele) su Netflix. L’argomento dell’episodio era una frode alimentare rappresentata dalla diluizione di miele usando sciroppo economico. Il documentario affermava che QSI di Brema è attiva nell’analisi della qualità e purezza del miele dagli anni ’50, affinando continuamente i metodi analitici per esser aggiornata rispetto ai moderni metodi di frode alimentare. Le analisi sono mirate alla ricerca di alterazioni, residui e per verificare se le api hanno ricevuto antibiotici . Nel corso del documentario, l’Amministratore di QSI, Gudrun Beckh ha dichiarato: “fino a quando il miele potrà esser prodotto, i tentativi di frode saranno inevitabili” .